# Chaco boliviano
El Chaco boliviano es una región geográfica del sureste de Bolivia, que forma parte de la región de los llanos (Chaco seco boliviano) y la región subandina (chaco húmedo boliviano). Es una región principalmente semiárida a semihúmeda y con baja densidad de población, conformando una porción de la parte boreal del Gran Chaco americano. El Chaco boliviano comprende una superficie aproximada de 127 755 km², ubicada en los departamentos de Chuquisaca, Santa Cruz y Tarija, y entre sus principales ciudades se encuentran Yacuiba, Villa Montes, Camiri y Monteagudo.
El Chaco fue escenario de la última guerra por territorios que tuvo lugar en Sudamérica (1932-1935), la guerra del Chaco, un conflicto bélico entre Bolivia y el Paraguay por el control de este territorio.
La población rural del área está compuesta en su mayoría por ganaderos y pequeños agricultores. Los pueblos nativos, que continúan viviendo en la zona conservando sus tradiciones e idiomas son los chiquitanos, los ayoreos y especialmente los guaraníes, que se integran en su entorno natural.
En su concepto más amplio y geográficamente la Chiquitania es considerada también como parte de la región del Chaco boliviano, siendo esta un transición entre el Chaco y la Amazonia, con predominancia mayormente chaqueña, el cual abarca el centro y este del departamento de Santa Cruz.

## Historia

### Época precolonial
El Chaco boliviano puede ser diferenciado en dos medioambientes: Chaco semi-húmedo, asociado a los cursos de los ríos Grande y Parapetí que forman los bañados de Izozog y Chaco seco que se extiende en la planicie aluvial al este del río Pilcomayo y al sur de la serranías de Sunsas y Chiquitos. Es así que en el período prehispánico tardío se dice que el Chaco semi-húmedo fue ocupado usualmente por grupos étnicos dedicados a la agricultura y el Chaco seco fue utilizado por varios grupos de cazadores recolectores.
En lugares como el Cementerio de Incahuasi, ubicado en la serranía homónima en el centro del Chaco boliviano, se encontraron restos humanos que datan del año 1944 a. C., en la época del Holoceno tardío. Los hallazgos en el sitio mostraron un consistente y largo uso del cementerio por las poblaciones indígenas locales, siendo utilizado hasta el año 875 d. C.

### Época colonial

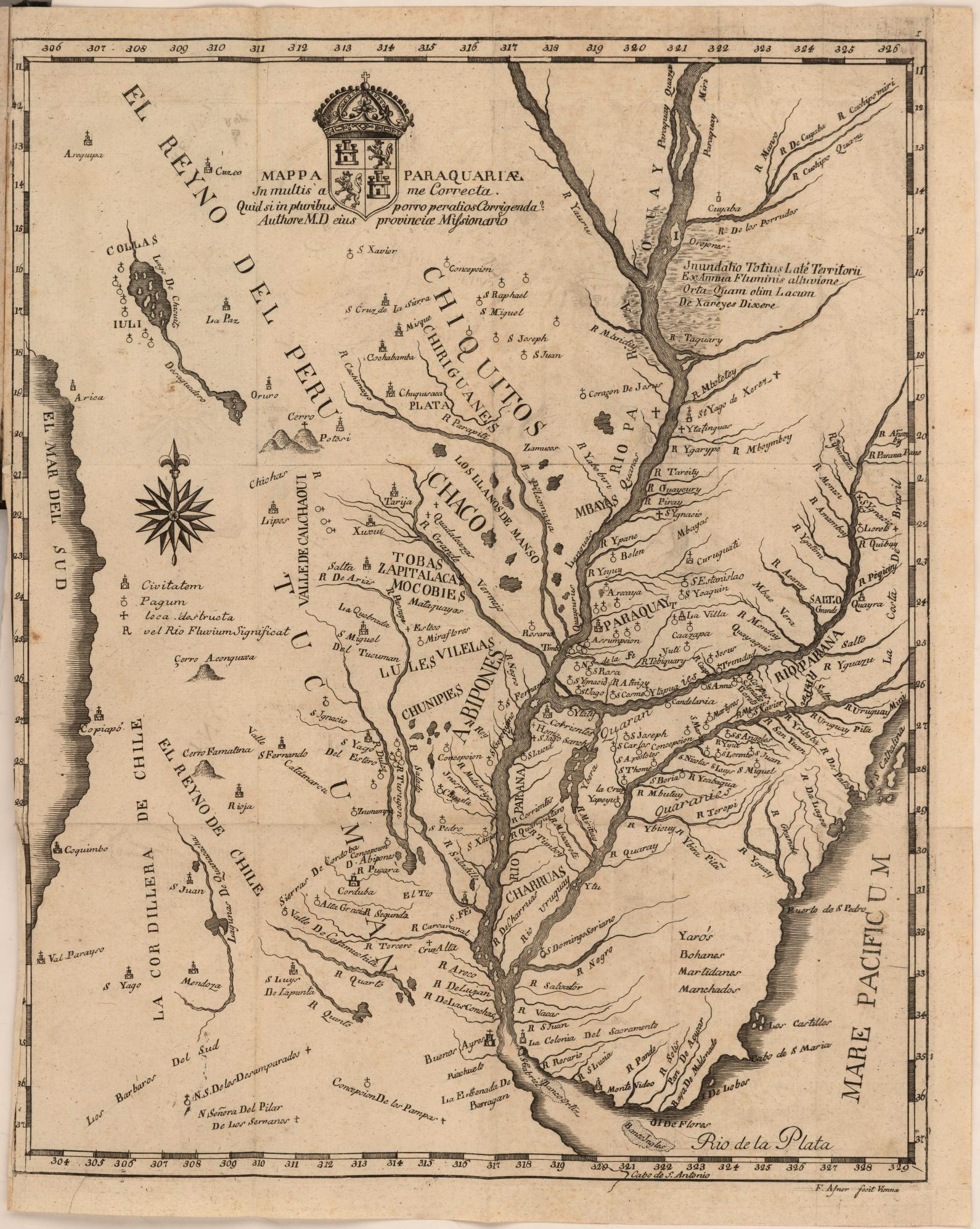
Mapa antiguo de Sudamérica publicado en 1784 por Martín Dobrizhoffer, donde se ven los Llanos de Manso (hoy Chaco boliviano) en la parte central.

Durante la colonización española de América se fundaron algunas poblaciones en las serranías del Chaco así como en sus llanos. Este extenso territorio fronterizo de ese entonces fue llamado Frontera Chiriguana, o también Cordillera chiriguana, y su nombre designó al conjunto de habitantes indígenas que en crónicas y manuscritos fueron denominados como chiriguanos. Los colonizadores españoles intentaron numerosas veces tomar por la fuerza el territorio de los chiriguanos, aunque hubo muchos intentos fallidos. El explorador Luis de Fuentes y Vargas propuso en un momento exterminar a los chiriguanos, debido a que cometían asaltos, rapiñas y muerte a los colonos.
En 1557 se organizó la expedición española de conquista de Andrés Manso para poblar los territorios más allá de la villa de La Plata, para lo cual el joven militar Juan de Garay se incorporó con el grado de capitán a la misma. De esta forma ambos asistieron a la fundación de la villa Santo Domingo de la Nueva Rioja, cercana a los Bañados del Izozog, sobre la orilla izquierda del río Condorillo o Parapetí. Al mismo tiempo, en 1557, con 150 soldados españoles y 1500 guaraníes, el expedicionario Ñuflo de Chaves llegó desde el Paraguay a la región del Pantanal para desde allí dirigirse hacia el río Guapay (hoy río Grande), donde en 1559 fundó la ciudad de La Nueva Asunción conocida como La Barranca. Cerca del río Guapay, Chaves se encontró con Manso, quien había llegado por el lado de Charcas (actual Sucre).
Entre Manso y Chaves se originó una disputa sobre quién tenía más derechos para conquistar la Cordillera chiriguana. Después de haber visitado por segunda vez al virrey en Lima, Chaves, con el título de “Teniente General de la provincia de Mojos”, se consideró con todo el derecho para conquistar las tierras que correspondían desde el norte del río Guapay hasta los llanos de Moxos, mientras Manso se quedó con la parte sur del Guapay y que por mucho tiempo fue denominada como los Llanos de Manso.

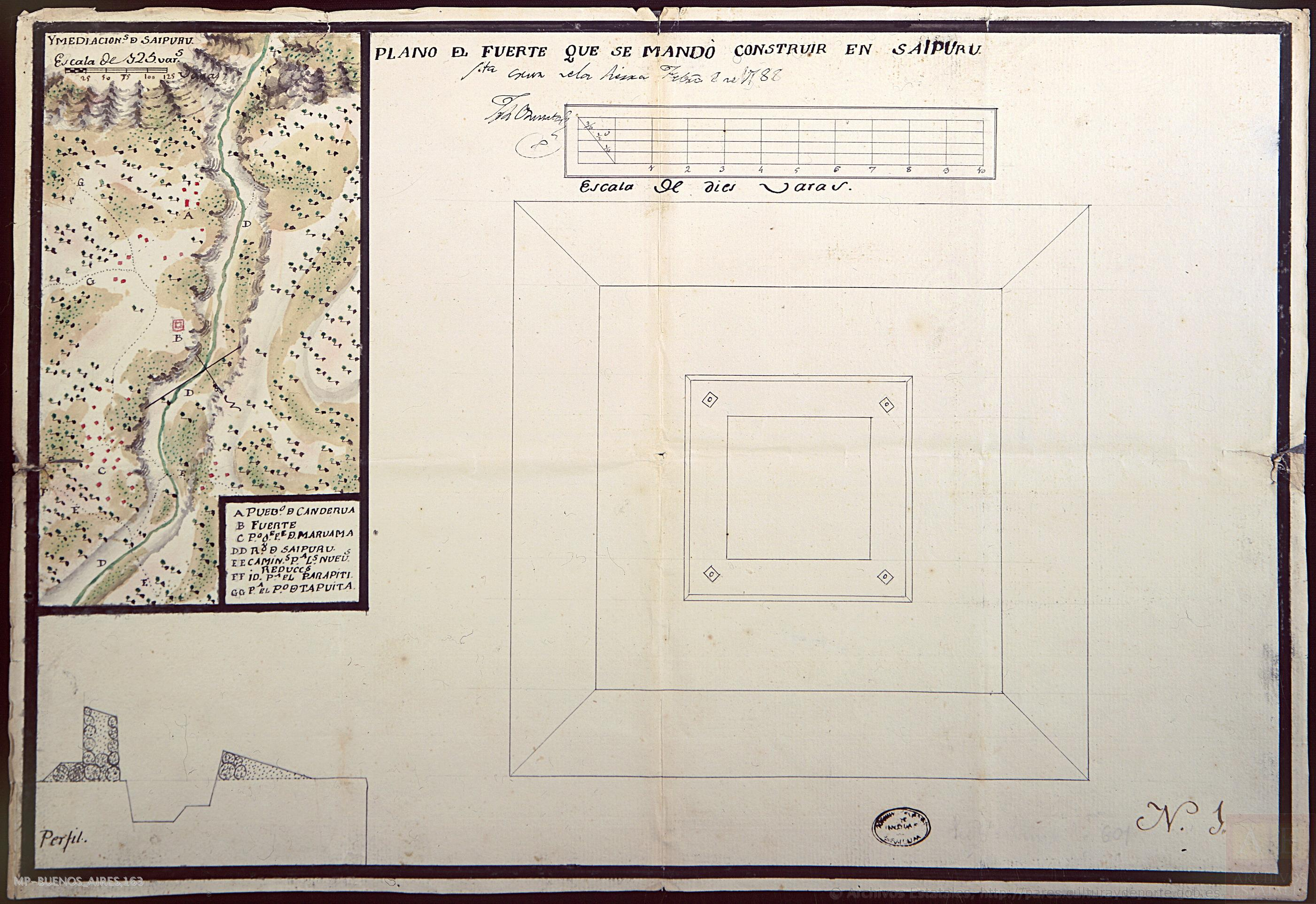
Plano y perfil lineal del fuerte que se mandó a construir junto a la reducción de Saipurú, y a la izquierda, el mapa de las inmediaciones de Saipurú en la Cordillera chiriguana (1788).

Debido a la actitud rebelde de los chiriguanos en contra de los colonizadores españoles, se organizaron varias expediciones para luchar en contra de los indígenas. La primera expedición fue encabezada por el propio virrey del Virreinato del Perú, Francisco de Toledo, que sin embargo no obtuvo el éxito que se había esperado, y el propio Francisco de Toledo enfermó gravemente, debiendo retroceder.
Con el fin de mantener la guerra contra los chiriguanos, los españoles fundaron dos fuertes en la región del Chaco, siendo el primero el fuerte de San Carlos de Saipurú. En 1800 se fundó la población y fuerte de San Miguel de Membiray (actual Choreti) a orillas del río Parapetí, siendo uno de los últimos fuertes construidos por el imperio español dentro del territorio de los chiriguanos. Ambos fueron construidos durante la gestión del gobernador de la Intendencia de Cochabamba, Francisco de Biedma y Narváez.

### Exploración boliviana
Luego de las tentativas de colonización durante la época de la Real Audiencia de Charcas, las exploraciones se reanudaron durante el primer siglo de la República Boliviana, posterior a la independencia de Bolivia en 1825. Los intentos de exploración se dieron principalmente en dos momentos: en la década de 1840 bajo el gobierno de José Manuel Ballivián, que quiso abrir el país a las tierras bajas del oriente, y luego a partir de los años 1880, cuando la pérdida definitiva de su litoral incitó a Bolivia a buscar una salida hasta el río Paraguay y, de ahí, al océano Atlántico.
Desde 1843 hasta fines de siglo XIX las autoridades bolivianas barajaron dos posibles itinerarios: uno por el río Parapetí, partiendo de la zona del Isoso para alcanzar las salinas de Chiquitos y de ahí seguir hacia el sureste, otro más sureño, siguiendo el curso del río Pilcomayo, hasta llegar a Asunción. Algunas de las exploraciones fueron fluviales, como las de Manuel Rodríguez Magariños, Enrique Van Nivel, Jules Crevaux y Enrique de Ibarreta (por el Pilcomayo), pero la mayoría se hizo por tierra. Finalmente, fueron dos las expediciones bolivianas que lograron su objetivo. La primera fue aquella liderada por Daniel Campos que en 1883 llegó a Villa Hayes y de ahí a Asunción, mientras que la segunda fue de Cristián Suárez Arana, que salió del Isoso y llegó a Puerto Chamacoco (luego llamado Puerto Pacheco), sobre el río Paraguay. Las demás tentativas fracasaron ya sea debido a la resistencia indígena chaqueña o porque se extraviaron en el camino.

### Guerra chiriguana
En 1892, debido a la creciente presencia estanciera en la región chiriguana y de los abusos cometidos por estos hacia los chiriguanos, se libró la Guerra chiriguana, en la que se dio una serie de enfrentamientos armados entre el gobierno de Bolivia y un gran movimiento mesiánico chiriguano (ava guaraní) dirigido por su líder, Apiaguaiki Tumpa. El primer ataque se dio el 7 de enero de 1892 cuando guerreros chiriguanos, al mando de Apiaguaiki Tumpa, emboscaron a tropas bolivianas, al mando del coronel Tomás Frías, haciendo uso de arcos y flechas. La Batalla de Kuruyuki del 28 de enero de 1892, cerca de la localidad chaqueña de Cuevo, fue uno de los eventos más sangrientos, en donde murieron al menos 600 indígenas chiriguanos a manos del Ejército de Bolivia. Es por esto que a esta batalla se la denomina también como la masacre de Kuruyuki, y se la describe como la última batalla entre los blancos y los indígenas chiriguanos.

### SigloXX
Poco después de la Primera Guerra Mundial, la demanda de petróleo aumentó significativamente. En junio de 1921, el gobierno de Bolivia, durante la presidencia de Bautista Saavedra, sancionó la Ley Orgánica del Petróleo en la que se fijaba en 100.000 hectáreas el área máxima de concesiones, y además creó una reglamentación para el pago de patentes y regalías. Pocos meses después, la empresa estadounidense Standard Oil Company creó su filial boliviana al obtener una concesión dudosa, pero refrendada por el gobierno. Es así que la empresa petrolera comenzó sus trabajos exploratorios en las cordilleras subandinas de Bolivia, habiendo descubierto petróleo en Bermejo, en la serranía de El Candado. Posteriormente descubrió petróleo en Sanandita, Camiri y Camatindi. En total Standard Oil perforó 30 pozos, 18 de los cuales fueron exploratorios. Uno de ellos, el Bermejo-1 (BJO-X1), fue registrado como el primer pozo petrolífero de Bolivia, con una profundidad de 560 metros y su perforación fue realizada a percusión (golpes), iniciando el 24 de agosto de 1922.

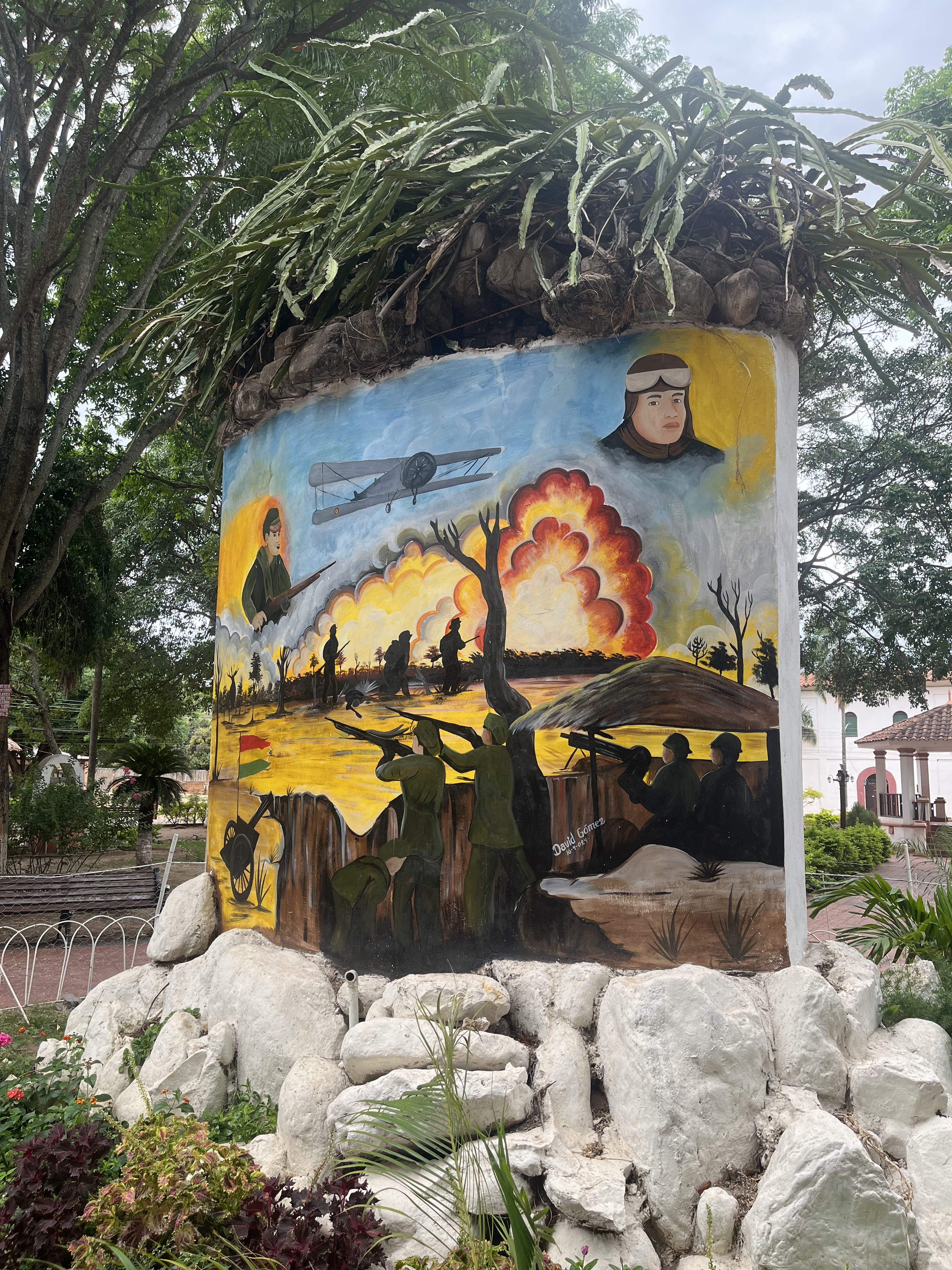
Mural de la Guerra del Chaco en la plaza principal de Charagua.

En las décadas de los 80 y 90, las organizaciones sociales tomaron un nuevo rumbo, resaltando la reorganización del pueblo guaraní y de los otros pueblos indígenas del Chaco boliviano, y articulándose a movimientos nacionales y a un contexto más apropiado para su desarrollo. En 1983 se presentó la propuesta de creación de un nuevo departamento que abarcara la mayor parte del Chaco boliviano, iniciado mediante el Pacto del Quebracho en la ciudad de Villa Montes. El proyecto de departamentización del Chaco boliviano no ha podido ser concretado, debido a la oposición de los comités cívicos de las capitales departamentales en los departamentos que se verían afectados, es decir Chuquisaca, Tarija y Santa Cruz.
Por otro lado, en 1987 se creó la Asamblea del Pueblo Guaraní (APG), una organización política unificada de las diferentes capitanías chiriguanas. Las organizaciones de ganaderos se fortalecieron en casi todas las regiones del Chaco, uniéndose al movimiento de empresarios. El notable número de extranjeros que viven de manera permanente actualmente en el Chaco boliviano, consistiendo mayormente de asentamientos menonitas de desde los años 80, ha contribuido a diversificar las actividades económicas, sociales, políticas y principalmente culturales de la región. En lugares como Camiri, Yacuiba y Monteagudo, los comerciantes sobre todo desempeñan importantes roles en el debate político y algunos espacios de representación.

## Geografía

### Ubicación
El Chaco boliviano se halla ubicado entre la frontera con Paraguay y Argentina hasta llegar a los llanos chiquitanos por el norte y la cordillera de los Andes al oeste. Por el este limita con el Pantanal boliviano, que es a su vez fronterizo con Brasil, y también con la frontera con Paraguay, donde continua como parte del Chaco paraguayo. Territorialmente comprende los municipios:
Departamento de Chuquisaca
- Huacareta
- Macharetí
- Monteagudo
- Villa Vaca Guzmán
- Huacaya

Departamento de Tarija
- Entre Ríos
- Villamontes
- Yacuiba
- Caraparí

Departamento de Santa Cruz
- Cabezas
- Charagua
- Gutiérrez
- Lagunillas
- Camiri
- Boyuibe
- Cuevo

### Límites
Sus límites son:
- Al oeste con las provincias de Florida y Vallegrande en el departamento de Santa Cruz, Tomina, Azurduy, Nor Cinti y Sud Cinti en el departamento de Chuquisaca y Méndez, Cercado y Arce en el departamento de Tarija.

- Al norte con la provincia de Andrés Ibáñez y la región geográfica de la Chiquitanía en la provincia de Chiquitos, departamento de Santa Cruz.

- Al este con el Pantanal boliviano en la provincia de Germán Busch, departamento de Santa Cruz.

- Al sur con la República Argentina y al sureste con el Paraguay.

Abarca parte de los departamentos de Chuquisaca, Santa Cruz y Tarija de Bolivia.

### Hidrografía
El Chaco boliviano forma parte de dos de las cuencas más grande de Sudamérica, la Cuenca del Amazonas y la Cuenca del Plata, aunque esta última es la predominante. Algunos de los ríos más importantes de esta región boliviana son el río Grande, el río Parapetí, el río Bermejo, el río Pilcomayo, el río Carapari y el río Itaú.

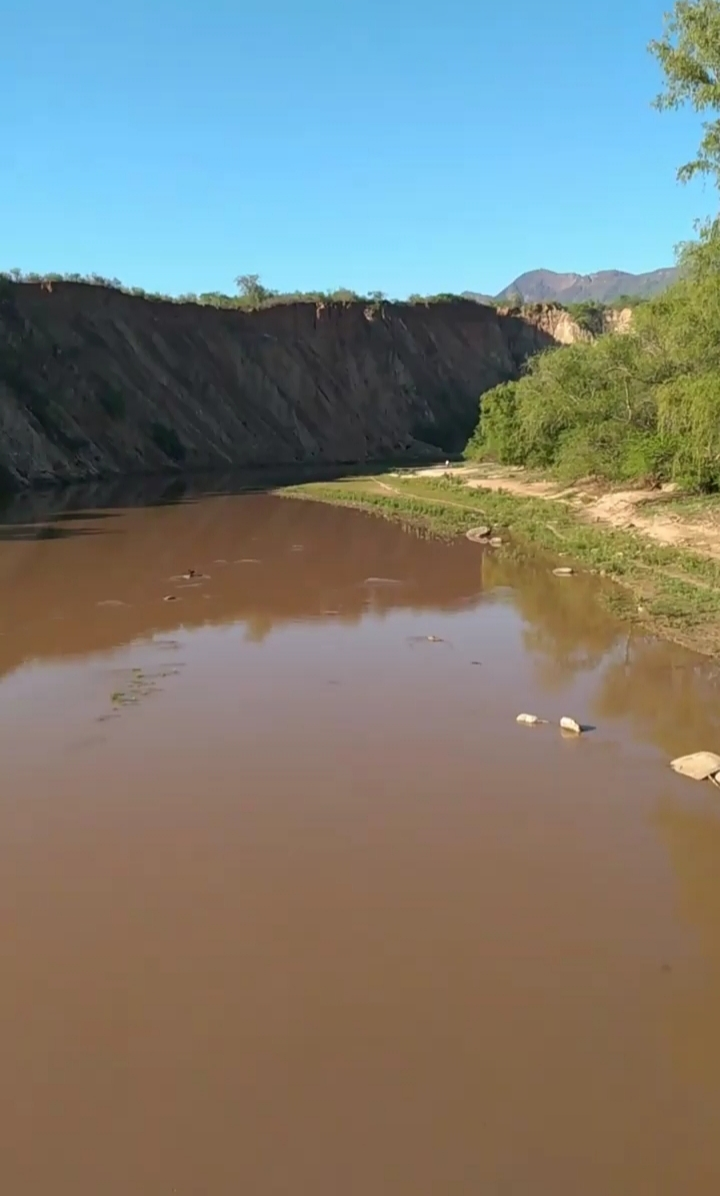
El río Parapetí, a las orillas de la ciudad de Camiri, con el cerro Sararenda al fondo.

## Fauna
La fauna encontrada en el Chaco boliviano corresponde a la que se encuentra en el Chaco Boreal. Al borde del Parque nacional y área natural de manejo integrado Kaa Iya del Gran Chaco se ubica la zona con el mayor rango de distribución de guanacos, también conocidos con el nombre de «guazukakas» en el idioma guaraní.

## Medioambiente
La expansión de la frontera agropecuaria en el Chaco boliviano, impulsada por la ganadería extensiva y el cultivo de soya, ha causado una fuerte deforestación y fragmentación de hábitats. Esta pérdida de continuidad ecológica dificulta la migración de especies y compromete su supervivencia. Además, la contaminación del agua por agroquímicos, sedimentos y metales pesados, junto con la degradación de humedales y la caza furtiva, agravan el deterioro ambiental. El cambio climático intensifica estos efectos mediante sequías prolongadas, lluvias extremas e inundaciones como la ocurrida en Villa Montes en 2025 con el río Pilcomayo.

## Economía

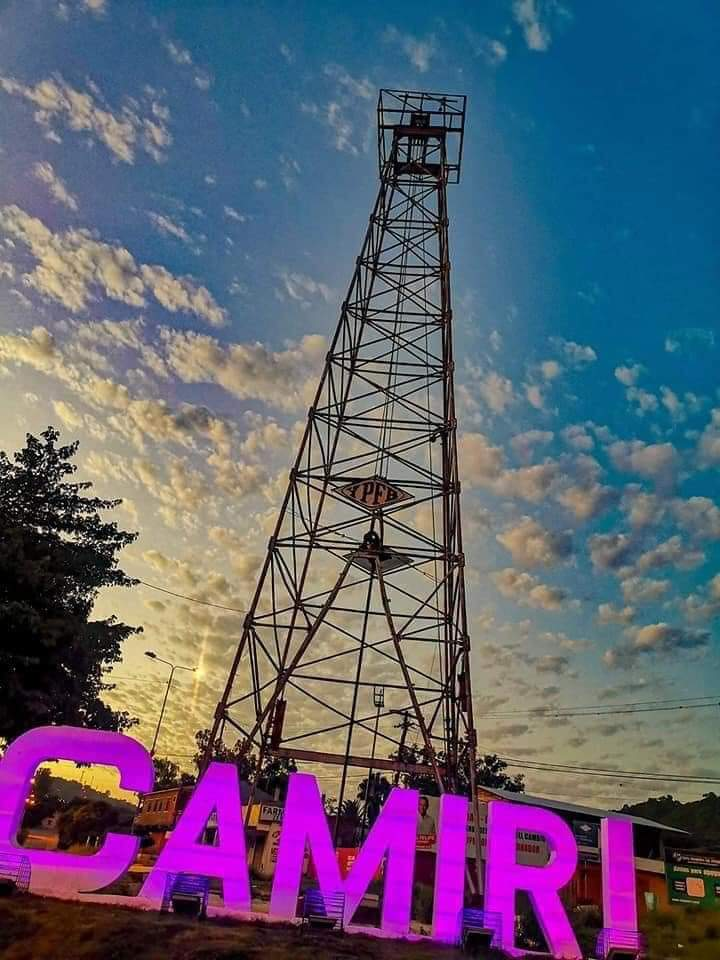
Torre YPFB en la ciudad de Camiri.

La economía del Chaco Boliviano se compone mayormente del sector secundario, seguidamente de las actividades del sector primario y por último el sector terciario. Estos incluyen actividades como la ganadería extensiva, la agricultura de pequeña y mediana escala, la extracción forestal, emprendimientos industriales, el  comercio de frontera, y la actividad hidrocarburífera. La extracción de petróleo crudo y gas natural por empresas privadas y la estatal YPFB son las que más aportan al sector secundario.
La existencia de petróleo en el Chaco boliviano se conoce desde la época precolombina, denominado por los quechuas como "copey", y en la época colonial, los conquistadores españoles se referían al oro negro como "jugos de la tierra o bitúmenes". De igual manera las reservas más grandes de gas natural del país se encuentran en el Chaco boliviano. Algunas de las áreas de operación de YPFB en el Chaco son Carohuaicho, Iñau, Aguaragüe, Tiacia e Iñiguazu.
El Chaco boliviano tiene una potencialidad por su estratégica ubicación geográfica, debido a su proximidad con las repúblicas de Argentina y Paraguay. La infraestructura vial del Chaco boliviano tiene la posibilidad de consolidarse como parte de varios corredores intercontinentales de integración y exportación, como ser:
- Buenos Aires-Yacuiba-Santa Cruz de la Sierra-Arica
- Asunción-Boyuibe-Camiri-Santa Cruz de la Sierra-Arica
- Asunción-Villa Montes-Tarija-Arica

## Demografía
Los pueblos indígenas del Chaco boliviano incluyen a los guaraníes, tapietes, chanés, weenhayek, tobas y otros más que habitan la región.
Además de los pueblos indígenas mencionados, la población del Chaco boliviano está conformada por mestizos, criollos y migrantes menonitas. En Bolivia los menonitas tienen una población de aproximadamente 57 000 menonitas (hasta el 2016) que están organizados en 55 colonias, de los cuales algunos se encuentran en los municipios chaqueños de Cabezas y Charagua.
Las ciudades más grandes del Chaco boliviano son las siguientes:
| Ciudad            | Población (2012) | Provincia      | Departamento |
| ----------------- | ---------------- | -------------- | ------------ |
| Yacuiba           | 61 844           | Gran Chaco     | Tarija       |
| Villamontes       | 30 228           | Gran Chaco     | Tarija       |
| Camiri            | 33 838           | Cordillera     | Santa Cruz   |
| Monteagudo        | 9135             | Hernando Siles | Chuquisaca   |
| Villa Vaca Guzmán | 3215             | Luis Calvo     | Chuquisaca   |

En total, los municipios que conforman el Chaco boliviano tienen una población de 342 036 habitantes (según el Censo INE 2012). De la misma manera, la población total proyectada para el año 2022 por el Instituto Nacional de Estadística (INE) es de 400 131 habitantes.

## Transporte

### Carretera
El Chaco boliviano cuenta con varias carreteras que vinculan la región con el resto del país, así como algunas que llegan hasta las fronteras internacionales con Paraguay al este y Argentina al sur. Algunas de estas carreteras están pavimentadas, mientras que otras son de tierra. Una de las carretera más importantes es la Ruta 9, que conforma el eje troncal norte-sur del Chaco boliviano, y que vincula las tres ciudades más grandes del Chaco boliviano. Esta carretera vincula en el sur en la frontera con Argentina con Yacuiba, para luego ir hacia el norte hasta Villa Montes y más adelante por Camiri hasta llegar a la ciudad de Santa Cruz de la Sierra, para luego seguir hasta la fronter con Brasil en Guayaramerín. Otra carretera importante incluye la Ruta 11, que va desde la frontera con Paraguay en Cañada Oruro hasta la ciudad de Tarija, pasando por Villa Montes y Entre Ríos en dirección este-oeste. Otra ruta significante en el Chaco incluye la Ruta 36, que corre de norte a sur paralelo a la Ruta 9 y se bifurca en Abapó desde donde pasa por San Isidro del Espino, Saipurú, Charagua y San Antonio del Parapetí hasta volver a vincularse con la Ruta 9 en Boyuibe.

### Ferrocarril

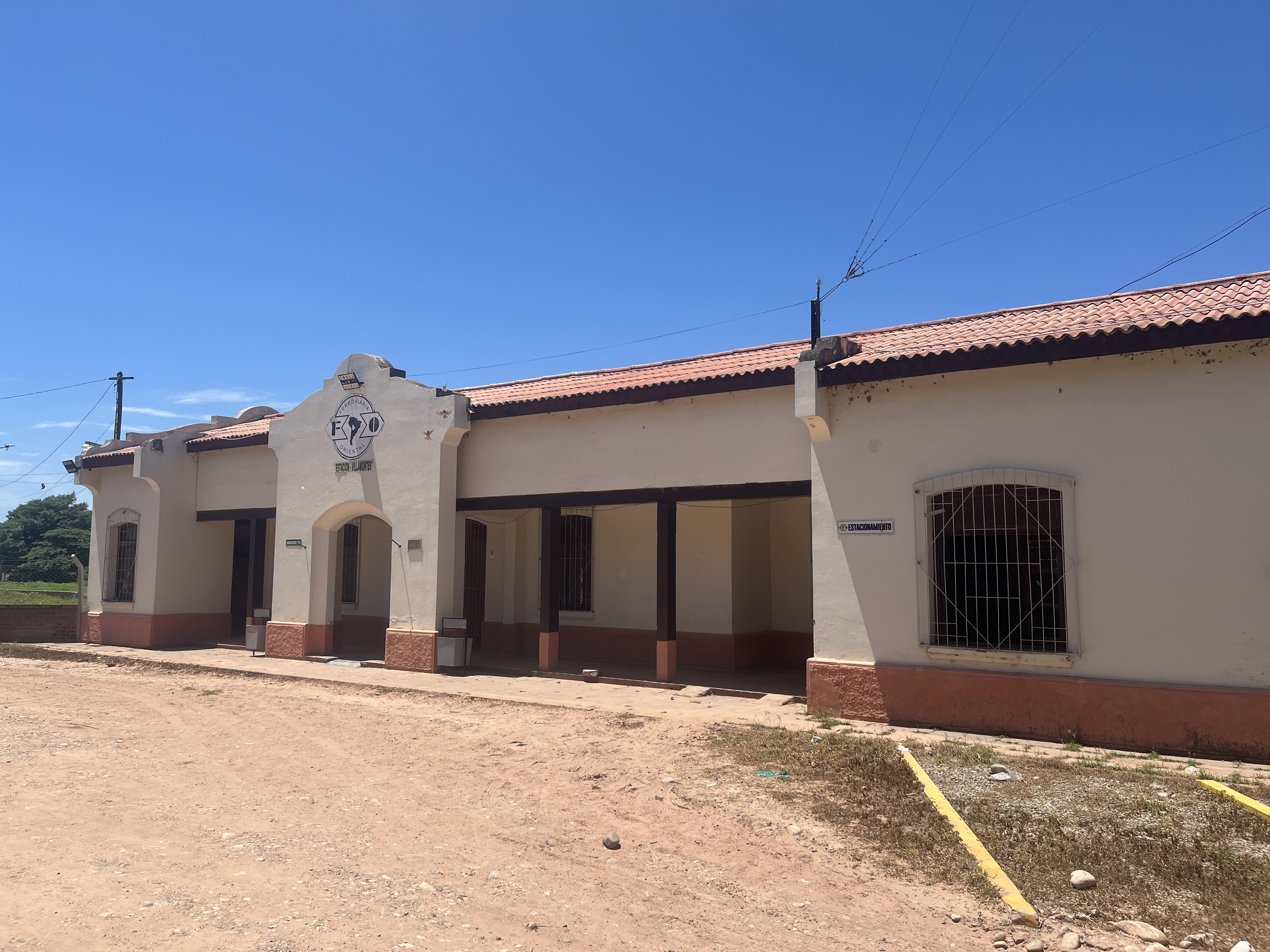
Estación de trenes de Villa Montes.

En el Chaco boliviano existe una línea férrea que va desde Santa Cruz de la Sierra hasta Yacuiba, paralelo a la carretera Ruta 9. El ferrocarril Yacuiba - Santa Cruz, de 539 kilómetros, comenzó a construirse el 23 de mayo de 1944 y se inauguró el 19 de diciembre de 1957. Contribuye con diversidad de servicios a la región que promueven actividades económicas.

### Aeropuertos
En el Chaco boliviano se encuentran los aeropuertos Yacuiba, Grán Parapetí Camiri (Camiri), Teniente Coronel Rafael Pabón (Villa Montes), y Apiaguaiki Tumpa (Monteagudo). El aeropuerto más importante de estos es el de Yacuiba, con carácter internacional y pista asfaltada para aeronaves de mediana envergadura.

## Áreas naturales protegidas
- Parque nacional y área natural de manejo integrado Kaa Iya del Gran Chaco - 34 411,15 km²
- Parque nacional y área natural de manejo integrado Iñao - 2630,9 km²
- Parque nacional y área natural de manejo integrado Aguaragüe - 1083,07 km²
- Reserva natural El Corbalán - 47,78 km²
- Área protegida municipal Palmera de Saó - 7,58 km²

## Cultura

### Gastronomía

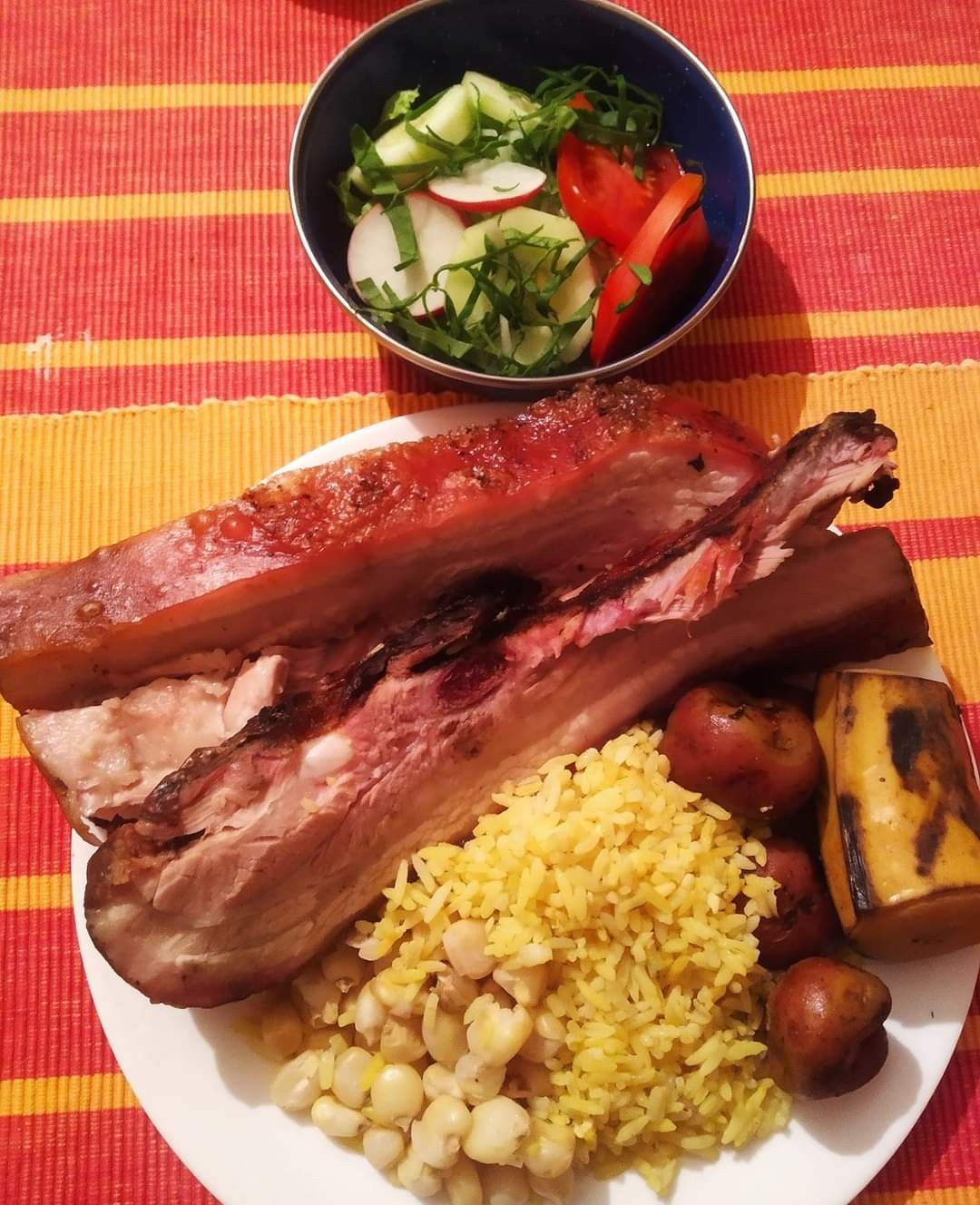
Plato típico de carne de chancho a la cruz acompañado de arroz y mote.

Entre las comidas más consumidas en el Chaco boliviano se destacan el guiso o agresado de mote, las chirriadas (tortillas de maíz), ensaladas de poroto, sopa de maní y el sábalo. Así mismo, el consumo de carne es bastante amplio, como por ejemplo el cerdo y cabra a la cruz y los afamados asados chaqueños.
La yerba mate era utilizada desde hace varios siglos atrás por las comunidades guaraníes que habitan del Chaco. En el Chaco boliviano es común el consumo del mate y es considerado una costumbre chaqueña. La actividad de tomar mate es conocida como «mateada» y se lleva a cabo típicamente en familia, aunque también con amigos, sobre todo los domingos. Su consumo se da en un contenedor llamado poro, que puede estar hecho de madera de algarrobo torneado, palo santo, quebracho o roble.

### Danzas
Entre las danzas típicas del Chaco boliviano se encuentran la cueca chaqueña, la chacarera, el gato, el escondido y el triunfo. La chacarera es una de las danzas más características del Chaco boliviano, y se considera un reflejo de la cultura chaqueña. Para la chacarera boliviana, la indumentaria que se usa consiste de botas, bombachas holgadas, fajas, una camisa, pañoletas, flameantes vestidos, ponchos y sombreros de cuero. La música del Chaco es considerada como el tesoro guardado por el folklore boliviano, y sus instrumentos más usados son la guitarra, el bombo y el violín. En algunas ciudades del Chaco boliviano y de Bolivia se organizan regularmente eventos de música y danzas chaqueñas.

### Vestimenta

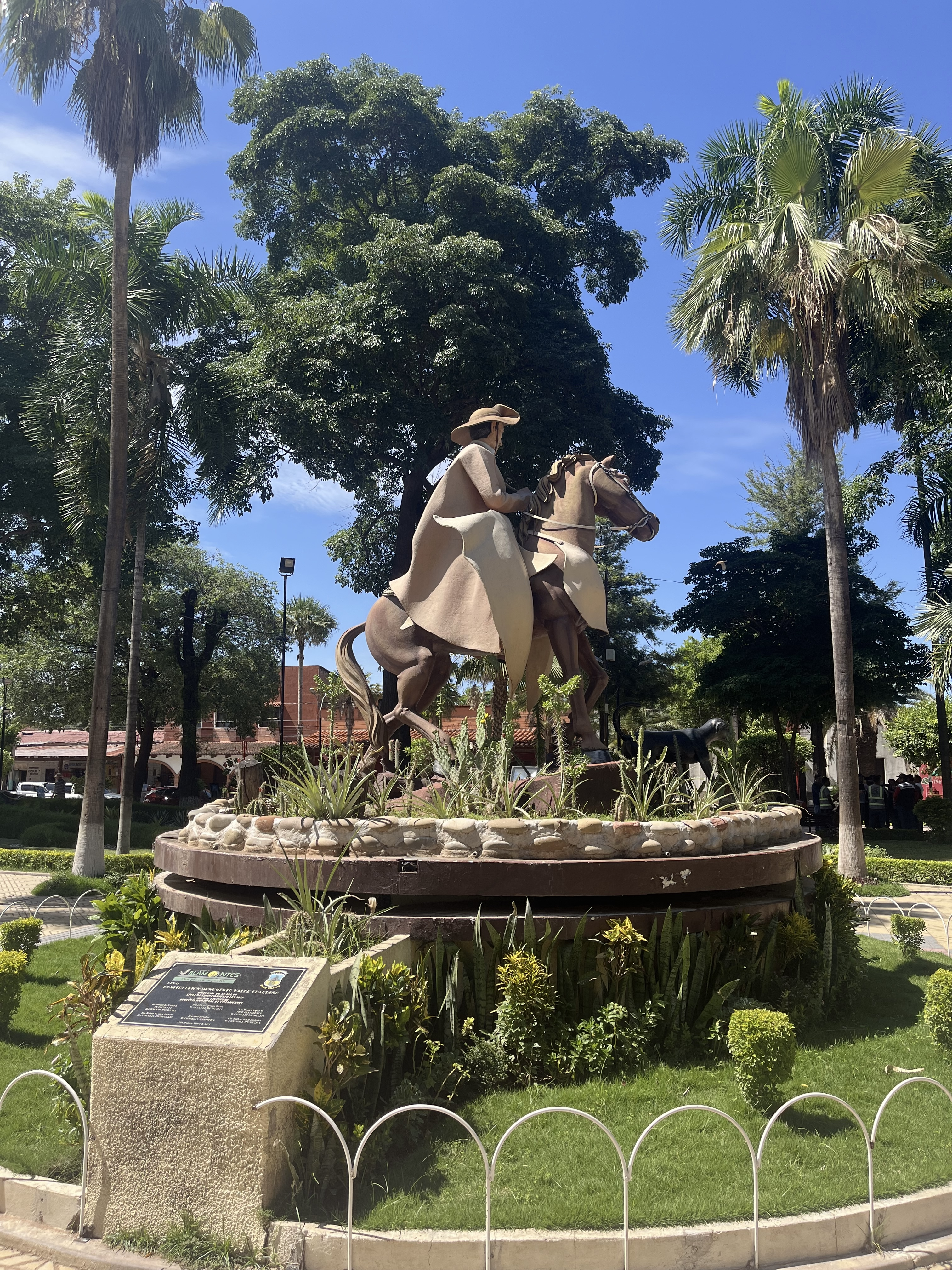
Monumento Valor Chaqueño en la ciudad de Villa Montes, donde se aprecia la vestimenta típica del Chaco boliviano.

La vestimenta típica del Chaco boliviano son distintivos de la región. El hombre normalmente lleva botas acordonadas con o sin espuelas. El pantalón ancho que utiliza es llamado “bombachón” que es una prenda cómoda que se caracteriza por permitir movimientos cómodos de las extremidades inferiores. Dado su abombamiento es usado típicamente en la doma de potros o en las incursiones monte adentro.
La rastra es un cinto de un metro largo y 20 cm de ancho. El poncho es usado cuando las corrientes frías del surazo entran a esta región caliente. Usan una camisa cualquiera, blanca o de color, y pañuelo de seda al cuello con las puntas a media espalda. También llevan el coleto que es un poncho, pero para protegerse de las ramas y el talero en la cintura que es para chicotear al caballo. El uso del sombrero chaqueño también es típico en los hombres.
La mujer utiliza zapatos de cuero de tacón mediano o alpargatas, un vestido que puede ser de una pieza o de dos pero siempre con una falda de mucho vuelo, estampada y adornada con delicados detalles florales. Por delante llevan una bata abotonada con volado puesto como sobrefalda y también volados en las mangas y alrededor del cuello. Normalmente las mujeres se peinan con una trenza hacia atrás.